# Берковский, Наум Яковлевич
Нау́м Я́ковлевич Берко́вский (1 [14] апреля  1901, Вильна — 19 июня 1972, Ленинград) — советский литературовед, литературный и театральный критик; доктор филологических наук (1964), профессор. Отец литературоведа Марии Виролайнен (род. 1954).

## Биография
Наум Берковский родился в Вильно, в семье учителя Якова Акимовича Берковского (1878—?) и Ревекки Нохимовны Лифшиц (1880—?.); вырос в Харькове, в 1920 году поступил в Педагогический институт Екатеринослава, который покинул в 1922 году. В том же году он поступил на романо-германское отделение Петроградского университета и окончил его в 1926-м. В 1927—1930 годах проходил курс обучения в аспирантуре под руководством В. М. Жирмунского; в этот же период начал публиковать статьи о советской и немецкой литературе.
В конце 1920-х годов был связан с РАППом, печатался в журнале «На литературном посту», был, по словам Г. Белой, не только критиком, но и теоретиком революционного искусства. Многое из написанного в эти годы Берковский в дальнейшем переосмыслил; среди ранних его работ А. Аникст выделял статью о «Смерти Вазир-Мухтара» Ю. Тынянова и этюд «О прозе Мандельштама».
Выпустив в 1930 году сборник статей «Текущая литература», Берковский постепенно отошёл от темы современной советской литературы, хотя в 1936 году выступил с осуждением творчества писателя Леонида Добычина, а в годы Великой Отечественной войны опубликовал несколько небольших работ о современной советской литературе.
С начала 30-х Берковский отдавал предпочтение отечественной и зарубежной классике, и уже через несколько лет опубликовал первый цикл исследований о немецком романтизме; в 1936 году вышла в свет большая работа «Эволюция и формы раннего реализма на Западе». В дальнейшем Берковский писал о У. Шекспире (этюды о «Короле Лире» (1941), «Отелло» (1944), «Ромео и Джульетте» (1964)) и М. Сервантесе («Дон Кихот и его друг Санчо Панса» (1941), «Новеллы Сервантеса» (1955)). В 60-х годах одним из основных объектов его исследований было творчество А. П. Чехова («Чехов — повествователь и драматург», «Чехов: от рассказов и повестей к драматургии»).
Обращение к творчеству Чехова было связано с другим давним увлечением Берковского — театром. О театре он особенно много писал в 50—60-х годах: кроме монографических исследований «Таиров и Камерный театр» (1962), «Станиславский и эстетика театра» (1968) и посвящённой античному театру работы «Драматический театр и дух музыки» (1965), ему принадлежит ряд статей, включённых в 1969 году в сборник «Литература и театр».
Последней работой Берковского, изданной уже после его смерти, стала монография «Романтизм в Германии» — первое в российской научной литературе фундаментальное исследование немецкого романтизма.
С 30-х годов Берковский преподавал в ряде вузов Ленинграда, Москвы и других городов. В 1964 году защитил докторскую диссертацию на тему «Вопросы литературного развития новых веков». Среди учеников — Константин Азадовский.
Умер в Ленинграде 19 июня 1972 года и был похоронен на Комаровском кладбище.

## Основные работы
Книги
- «Текущая литература» (М., 1930)
- «Эволюция и формы раннего реализма на Западе» (1936)
- «Театр Шиллера» (1959—1960)
- «Статьи о литературе» (М.-Л., 1962)
- «Литература и театр. Статьи разных лет» (М., 1969)
- «Лекции по зарубежной литературе» (1971—1972, опубликована посмертно: Лекции и статьи по зарубежной литературе. СПб., 2002)
- «Романтизм в Германии» (Л., 1973)
- О мировом значении русской литературы. Л., 1975;
- О русской литературе. Л., 1985;
- Мир, создаваемый литературой. М., 1989.

Статьи
- «Эстетические позиции немецкого романтизма» // Литературная теория немецкого романтизма. Л., 1934;
- «Отелло», трагедия Шекспира // «Труды ВИИЯ», 1946, № 2;
- Генрих Гейне — писатель народной Германии // «Звезда», 1956, № 2;
- Народно-лирическая трагедия Пушкина («Русалка») // «Русская литература», 1958, № 1;
- Достоевский на сцене // «Театр», 1958, № 6;
- О «Повестях Белкина» // О русском реализме XIX в. и вопросы народности литературы, М.—Л., 1960;
- «Чехов — повествователь и драматург» (1960);
- «Таиров и Камерный театр» (1962);
- «Греческая трагедия» (1963);
- «Драматический театр и дух музыки» (1965);
- «Чехов: от рассказов и повестей к драматургии» (1966);
- «Станиславский и эстетика театра» (1968).

Эпистолярий
«Вы – из самых близких...» Переписка Н.Я. Берковского и Н.А. Крымовой (1959–1972) / Публ., вступ. статья и коммент. Л.С. Дубшана; постскриптум В.В. Иванова// Мнемозина. Документы и факты из истории отечественного театра XX века. Вып. 9 / Ред.-сост. В.В. Иванов. М.: Артист. Режиссер. Театр, 2024. С. 146–283. ISBN 978-5-87334-152-8